# Joseph Hiester

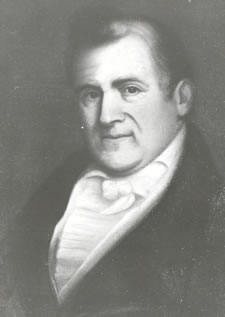
Joseph Hiester

Joseph Hiester (* 18. November 1752 im Bern Township, Province of Pennsylvania; † 10. Juni 1832 in Reading, Pennsylvania) war ein US-amerikanischer Politiker und von 1820 bis 1823 der 5. Gouverneur des Bundesstaates Pennsylvania.

## Frühe Jahre
Joseph Hiester wuchs im kolonialen Pennsylvania als Mitglied der einflussreichen Politikerfamilie Muhlenberg-Hiester auf. Er besuchte die örtlichen Schulen seiner Heimat und half auf der Farm seines Vaters. Noch vor der Unabhängigkeitserklärung hatte er eine Miliz aufgestellt, die er selbst kommandierte. Im Juni 1776 war er auf dem ersten freien Kongress von Pennsylvania (Pennsylvania Provincial Conference), der die Macht von der kolonialen Regierung übernahm. Während des Unabhängigkeitskrieges diente er in verschiedenen Funktionen in der Kontinentalarmee. Zwischenzeitlich geriet er in britische Kriegsgefangenschaft und wurde dann im Rahmen eines Gefangenenaustauschs wieder freigelassen. In der Armee brachte er bis zum Colonel und in der Miliz von Pennsylvania wurde er 1807 sogar Generalmajor.

## Politischer Aufstieg
Im Jahr 1787 war er Mitglied der Delegation von Pennsylvania, die die US-Verfassung ratifizierte, und im Jahr 1790 war er Delegierter zur verfassungsgebenden Versammlung von Pennsylvania. Zwischen 1787 und 1790 gehörte Hiester dem Repräsentantenhaus von Pennsylvania an; von 1790 bis 1794 saß er im Staatssenat. Zwischen 1797 und 1805 und nochmals von 1815 bis 1820 war er Abgeordneter im US-Repräsentantenhaus in Washington. Ursprünglich war Hiester Mitglied der Föderalisten, dann wechselte er zur Demokratisch-Republikanischen Partei über. Dort wurde er Anhänger der so genannten „Old School Fraktion“.
In den Jahren nach 1810 gab es innerhalb der Demokratisch-Republikanischen Partei einen Machtkampf zwischen zwei Fraktionen. Die „New School“ Fraktion trat für Schutzzölle, eine Bundesbank und einen durch die öffentliche Hand finanzierten Ausbau der Infrastruktur ein. Die Gegenseite, die „Old School“ Fraktion, setzte sich für eine Beschränkung der Regierungsbefugnisse ein und war gegen die von der „New School“ unterstützten Programme. Beide Seiten standen sich erbittert gegenüber. Im Jahr 1817 kandidierte Hiester für die „Old School“ und mit Hilfe der ehemaligen Föderalisten für das Amt des Gouverneurs. Er verlor aber gegen William Findlay. Bei den nächsten Wahlen, die im Jahr 1820 stattfanden, konnte die Koalition aus ehemaligen Föderalisten und der „Old School“ Findlay schlagen und Hiester wurde als ihr Kandidat zum neuen Gouverneur gewählt.

## Gouverneur von Pennsylvania
Joseph Hiester trat sein neues Amt am 19. Dezember 1820 an. In seiner dreijährigen Amtszeit entsprach er den Forderungen seiner Fraktion und reduzierte die Machtbefugnisse des Gouverneurs. Damals wurde in der Hauptstadt Harrisburg auch das neue Kapitol fertiggestellt. Nach Ablauf seiner dreijährigen Amtszeit verzichtete Hiester auf eine erneute Kandidatur. Somit schied er am 16. Dezember 1823 aus seinem Amt aus.
Nach dem Ende seiner Gouverneurszeit zog sich Hiester nach Reading zurück, wo er seinen privaten Interessen nachging. Dort betrieb er einige Handelsgeschäfte und Farmen.